# Piotr Zacharow (1905–1974)
Piotr Andriejewicz Zacharow (ros. Пётр Андреевич Захаров, ur. 23 czerwca?/6 lipca 1905 we wsi Czekalino w guberni samarskiej, zm. 4 maja 1974 w Moskwie) – radziecki polityk, generał major służby inżynieryjno-technicznej, minister geologii ZSRR (1949–1953), zastępca członka KC KPZR (1952–1956).

## Życiorys
Początkowo robotnik rolny, później szewc, od września 1923 słuchacz fakultetu robotniczego w Samarze, 1925-1930 studiował w Moskiewskim Instytucie Metali Kolorowych i Złota, po czym został inżynierem metalurgiem. Od 1929 w WKP(b), od 1931 pracownik naukowy, od listopada 1934 docent Moskiewskiego Instytutu Metali Kolorowych i Złota, kandydat nauk technicznych, od lutego 1937 kontroler odpowiedzialny Komisji Kontroli Partyjnej przy KC WKP(b), od stycznia 1940 szef Głównego Zarządu Przedsięwzięć Górniczo-Metalurgicznych – zastępca szefa Głównego Zarządu Łagrów NKWD (od marca 1946 MWD ZSRR, 11 września 1941 mianowany majorem bezpieczeństwa państwowego, a 22 lutego 1943 generałem majorem służby inżynieryjno-technicznej. Od 11 kwietnia 1949 do 15 marca 1953 minister geologii ZSRR, od czerwca 1953 szef Głównego Zarządu Nadzoru Górniczego – zastępca ministra geologii i ochrony dóbr naturalnych ZSRR. Od kwietnia 1954 zastępca Komitetu ds. Nadzoru nad Bezpiecznym Prowadzeniem Prac w Przemyśle i Nadzoru Górniczego przy Radzie Ministrów ZSRR, od kwietnia 1958 na emeryturze. Pochowany na Cmentarzu Nowodziewiczym.

## Odznaczenia
- Order Lenina (trzykrotnie)
- Order Czerwonego Sztandaru Pracy (dwukrotnie - 27 kwietnia 1939 i 1941)
- Order Czerwonej Gwiazdy (1944)